# Dr. John's Gumbo
| Recensione              | Giudizio |
| ----------------------- | -------- |
| AllMusic                |          |
| Robert Christgau        | A-       |
| Piero Scaruffi          |          |
| Dizionario del Pop-Rock |          |
| 24.000 dischi           |          |

Dr. John's Gumbo è il quinto disco di Dr. John, uscito nell'aprile del 1972.

## Storia
L'album è composto da un insieme di cover tipiche della città natia dell'artista, con forti dosi R&B.
È stato inserito nella Lista dei 500 migliori album secondo Rolling Stone (2003), alla posizione numero 402.
Entrò nella Billboard 200 (1972) per più di 10 settimane, risultando uno dei maggiori successi commerciali del bluesman.
La copertina del disco è stata scattata a Vernon e ritrae l'autore mentre passeggia vicino ad un murales. Lo stesso soggetto verrà ripreso e omaggiato, nel 1976, da Brian De Palma per una scena del suo film Carrie.

## Tracce

### LP (1972, Atco Records, SD 7006)
Lato A (ST-C-722489RI)
1. Iko Iko – 4:08 (James "Sugar Boy" Crawford)
2. Blow Wind Blow – 3:17 (Huey Smith, Izzy Cougarden)
3. Big Chief – 3:25 (Earl Gaines)
4. Somebody Changed the Lock – 2:42 (Mac Rebennack)
5. Mess Around – 3:09 (Ahmet Ertegun)
6. Let the Good Times Roll – 3:56 (Earl Johnson)

Durata totale: 20:37
Lato B (ST-C-722490RI)
1. Junco Partner – 4:27 (Bob Shad)
2. Stack-A-Lee – 3:28 (Tradizionale arrangiamento di Archibald (John Leon Gross))
3. Tipitina – 2:04 (Roy Byrd)
4. Those Lonely Lonely Nights – 2:30 (Earl King, Johnny Vincent)
5. Huey Smith Medley – 3:17 (Huey Smith, Johnny Vincent)
6. Little Liza Jane – 2:59 (Huey Smith, Johnny Vincent)

Durata totale: 18:45

## Formazione
- Dr. John – pianoforte, chitarra, voce, arrangiamenti vocali
- Melvin Lastie – cornetta
- Sidney George – sassofono, armonica
- Lee Allen – sassofono
- David Lastie – sassofono
- Moe Bechamin – sassofono
- Harold Battiste – sassofono, clarinetto, arrangiamenti vocali, arrangiamento strumenti a fiato
- Streamline (John Ewing) – trombone
- Ken Klimak – chitarra
- Alvin Robinson – chitarra
- Ronnie Barron – pianoforte elettrico, organo, pianoforte
- Jimmy Calhoun – basso
- Freddie Staehle – batteria
- Richard "Didimus" Washington – percussioni
- Shirley Goodman – cori di sottofondo
- Tami Lynn – cori di sottofondo
- Robbie Montgomery – cori di sottofondo
- Ronnie Barron – cori di sottofondo
- Alvin Robinson – cori di sottofondo
- Moe Bechamin – cori di sottofondo
- Jessie Smith – cori di sottofondo

### Produzione
- Jerry Wexler e Harold Battiste – produzione
- Registrazioni effettuate al Sound City Studio di Van Nuys, California
- Keith Olsen e Gary Brandt – ingegneri delle registrazioni e del mixaggio
- Barry Feinstein e Tom Wilkes – grafica, design  e foto copertina album originale (per Camouflage Productions)
- Mark Pokempner – foto retrocopertina album originale
- Mac "Dr. John" Rebennack – note retrocopertina album originale[10]

## Classifica
Album
| Anno | Classifica    | Posizione raggiunta |
| ---- | ------------- | ------------------- |
| 1972 | Billboard 200 | 112                 |

Singoli
| Anno | Titolo del brano | Classifica | Posizione raggiunta |
| ---- | ---------------- | ---------- | ------------------- |
| 1972 | Iko Iko          | Hot 100    | 71                  |